# Le Confédéré
Le Confédéré, voordien Le Confédéré du Valais, is een Zwitsers Franstalig dagblad.

## Omschrijving
De krant ontstond onder de naam Le Confédéré du Valais binnen de rangen van de radicalen in Sion in Wallis op 2 januari 1861. Het blad verscheen wekelijks en voerde oppositie tegen het conservatieve bewind in het kanton. In 1867 veranderde de naam naar het verkorte Le Confédéré. In 1894 verhuisde het blad naar Martigny en zou het tweemaal per week verschijnen. Vanaf 1920 werd dat driemaal. Tussen 1968 en 1971 werkte de krant samen met de Gazette de Lausanne. In die periode verscheen de krant dagelijks op een oplage van 3.500 exemplaren. Later werd de krant opnieuw tweemaal per week uitgegeven, om in 1995 opnieuw een weekblad te worden. Hoewel de krant reeds lang niet meer de spreekbuis is van de radicaal-liberalen (Vrijzinnig-Democratische Partij) is het blad wel een kritisch opinieblad gebleven. De krant wordt tevens meermaals per jaar gratis bedeeld in Neder-Wallis. In 2000 haalde de krant een oplage van 4.230 exemplaren. In 2019 waren dat nog 1.500 exemplaren.